# Unidad periférica de Léucade
La unidad periférica de Léucade (en griego antiguo Λευκάς, Leucás; en griego moderno Λευκάδα, Lefkáda) es una de las 71 unidades periféricas en las que desde 2011 se organiza el segundo nivel administrativo de Grecia. Hasta el 1 de enero de 2011 fue una de las 51 prefecturas en que se dividía el país. Léucade es una isla del archipiélago Jónico. 
A menudo se ha dicho que la isla de Léucade es el lugar al que Homero llama Ítaca.[cita requerida]